# Marston (Wiltshire)
Pour les articles homonymes, voir Marston (homonymie).
Marston est une paroisse civile et un village du Wiltshire, en Angleterre.